# Zadni Jastrzębi Karb
Zadni Jastrzębi Karb (słow. Zadná karbunkulová štrbina, niem. Hintere Rotseekerbe, węg. Hátsó-Vöröstavi-rés) – płytka przełęcz w zachodniej części Jastrzębiej Grani w słowackiej części Tatr Wysokich. Oddziela ona od siebie Mały Kołowy Szczyt na zachodzie i Zadniego Jastrzębiego Kopiniaka (jednego z trzech Jastrzębich Kopiniaków) na wschodzie.
Stoki północne opadają z przełęczy do Doliny Jagnięcej, południowe – do Doliny Jastrzębiej. Do Doliny Jagnięcej zbiega z Zadniego Jastrzębiego Karbu długi żleb z progami. Z kolei na południe z przełęczy opada długa depresja, kończąca się w środkowej części Pośredniej Kopiniakowej Drabiny, tuż na prawo od podstawy prawego filara południowej ściany Małego Kołowego Szczytu.
Na Zadni Jastrzębi Karb, podobnie jak na inne obiekty w Jastrzębiej Grani, nie prowadzą żadne znakowane szlaki turystyczne. Najdogodniejsza droga dla taterników wiedzie na siodło od północy z Doliny Jagnięcej (0+ w skali UIAA), natomiast wejście od strony Doliny Jastrzębiej jest skrajnie trudne (VI) – z tego powodu przełęcz nie stanowi dobrego połączenia sąsiadujących z nią dolin.
Pierwsze wejścia:
- letnie – Zygmunt Klemensiewicz i Roman Kordys, 11 sierpnia 1905 r., przy przejściu granią,
- zimowe – Jadwiga Honowska, Zofia Krókowska i Jan Alfred Szczepański, 5 kwietnia 1928 r., przy przejściu granią[2].

Czasami w literaturze pojawia się błędna, polska nazwa siodła: Zadnia Szklana Szczerbina (Zadná sklenená štrbina).